# 達米安·德拉尼
達米安·德拉尼（英語：Damien Delaney；1981年7月20日—）是一位愛爾蘭足球運動員，在場上司職後衛。他曾效力於英超球隊水晶宮。他也代表愛爾蘭國家足球隊參賽。